# Fußball in Japan

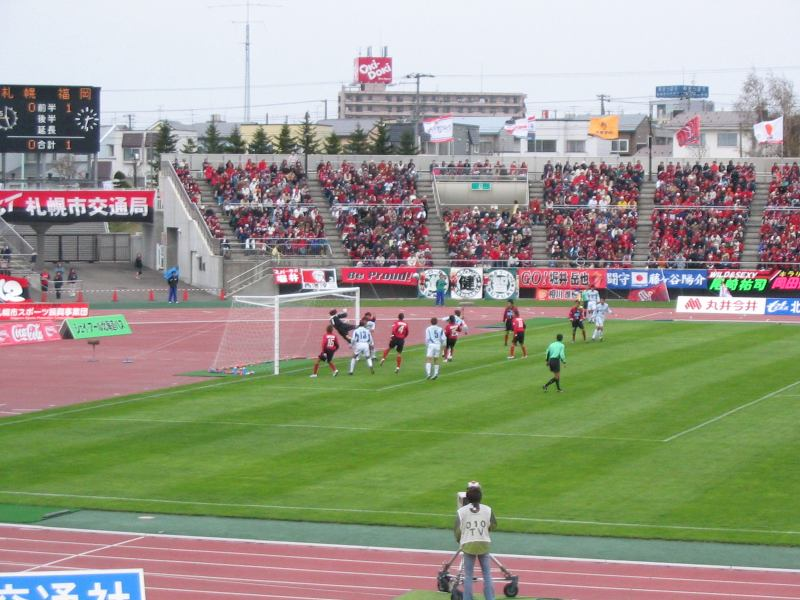
Fußballspiel in Japan, Consadole Sapporo gegen Avispa Fukuoka im Atsubetsu-Stadion in Sapporo

Fußball ist in Japan nach Baseball die zweitbeliebteste Mannschaftssportart. Obwohl der Sport durch britische und niederländische Händler schon recht früh ins Land kam und schon seit 1921 ein landesweiter Vereinspokal ausgetragen wird, spielte er viele Jahrzehnte nur eine relativ kleine Rolle als Studentensport. Dies hat sich erst nach den Olympischen Spielen 1964 in Tokio geändert. Vorläufiger Höhepunkt der Entwicklung war die Fußball-Weltmeisterschaft 2002, die in Südkorea und Japan stattfand. 2006 nahm das Land erneut an einer Weltmeisterschaft teil, schied jedoch in der Vorrunde aus. 2010 zog die japanische Nationalmannschaft wie bereits 2002 ins Achtelfinale ein, scheiterte jedoch im Elfmeterschießen an Paraguay. 2011 gewann die japanische Fußballnationalmannschaft der Frauen als erste asiatische Nationalmannschaft einen WM-Titel im Seniorenbereich.

## Geschichte des japanischen Fußballs

### Vor dem Krieg
Unklar ist, wann das erste Fußballspiel auf japanischem Boden stattfand. Jedenfalls erfreute sich der Sport vor allem in studentischen Kreisen großer Beliebtheit, was sicher auch damit zusammenhängt, dass Japans Studenten zu jener Zeit sehr an europäischer Kultur und westlichen Bräuchen interessiert waren.
Bereits am 9. Mai 1917 bestritt Japan das erste inoffizielle Länderspiel, das man in China mit 5:0 verlor. Der nationale Fußballverband JFA wurde 1921 gegründet (seit 1929 FIFA-Mitglied), und im selben Jahr wird der landesweite Kaiserpokal ausgetragen – er ist damit einer der ältesten Fußballwettbewerbe Asiens.
Erste internationale Erfolge erzielte die japanische Mannschaft 1930 mit dem geteilten Sieg bei den Ostasienspiele (im Finale trennte man sich von China 3:3) und 1936 mit einem 3:2-Erfolg über Schweden während der Olympischen Sommerspiele 1936 – dem ersten Sieg über eine europäische Mannschaft, unterlag dann aber im Viertelfinale dem späteren Olympiasieger Italien mit 0:8.

### Mit Cramer zu Olympia
Der Zweite Weltkrieg brachte nicht nur den Kaiserpokal zum Erliegen, sondern isolierte auch die JFA international: Erst 1950 wurde sie wieder in die FIFA aufgenommen, hatte aber den internationalen Anschluss längst verpasst.
Die Olympischen Spiele 1964 in Tokio markierten einen Wendepunkt im japanischen Fußball: bei den Spielen im eigenen Land war das Olympische Komitee auch im Fußball am erfolgreichen Abschneiden der Japaner interessiert und engagierte 1960 den deutschen Dettmar Cramer, der als erster ausländischer Fußball-Lehrer Japans die Nationalelf im olympischen Turnier zu einem 3:2-Sieg über Argentinien führte. Im Viertelfinale kam aber gegen die Tschechoslowakei das Aus durch ein 0:4. Dagegen gelang es vier Jahre später unter Trainer Shun’ichirō Okano, in Mexiko die Bronzemedaille zu gewinnen, dies war die beste Platzierung bei einem interkontinentalen Turnier.
1965 wurde die landesweite halbprofessionelle Japan Soccer League gegründet, in der größtenteils Werksmannschaften großer Konzerne (etwa Toyota, Hitachi oder Mitsubishi) bis 1992 den japanischen Meister kürten. Auch im Kaiserpokal, den bislang Universitätsteams dominiert hatten, gewannen die Werksteams alsbald die Oberhand.

### Asienmeister und Profifußball
Im Laufe der Zeit wurde der Sport im Volk immer populärer. Auch Mangas, Animes und Videospiele nahmen sich seit den frühen 1980er Jahren des Themas an (etwa Captain Tsubasa oder Ganbare! Kickers). Doch es sollte noch bis in die 1990er Jahre dauern, bis Japan auch im Profifußball reüssierte: 1992 fanden erstmals die Asienmeisterschaften des Kontinentalverbandes AFC in Japan statt. Das vom holländischen Trainer Hans Ooft (dem ersten ausländischen Nationalcoach seit Cramer) geführte Team hatte sich noch zuvor erst ein Mal für eine Endrunde qualifiziert – und gewann das Turnier dennoch.
Ein weiterer Meilenstein war 1993 die Gründung der landesweiten Profiliga J. League, in der die Besten zehn JSL-Teams zu professionell gemanagten Vereinen umgewandelt wurden (heute umfasst der Profibereich 30 Mannschaften in zwei Divisionen). Die J. League zieht immer mehr Fans an; im Jahr 2003 verfolgten im Laufe der ganzen Saison bereits 6,8 Millionen Zuschauer die Spiele (Schnitt: ca. 17.000 pro Spiel).
Japans Nationalmannschaft konnte sich 1998 erstmals für eine Weltmeisterschaft qualifizieren. Sie wurde bis zur WM 2006 in Deutschland vom Brasilianer Zico trainiert.

## Erfolge derNationalmannschaft

### Asienmeisterschaften
1988 schaffte es Japan nach mehreren erfolglosen Anläufen zum ersten Mal, sich für eine Endrunde zu qualifizieren; seither hat es das Turnier schon viermal gewonnen und ist somit die erfolgreichste Nation des Turniers.
| Jahr | Gastgeber   | Ergebnis      | S | U | N | Tore |
| ---- | ----------- | ------------- | - | - | - | ---- |
| 1988 | Katar       | Vorrunde      | 0 | 1 | 3 | 0:6  |
| 1992 | Japan       | Asienmeister  | 3 | 2 | 0 | 6:3  |
| 1996 | V.A.E.      | Viertelfinale | 3 | 0 | 1 | 7:3  |
| 2000 | Libanon     | Asienmeister  | 5 | 1 | 0 | 21:6 |
| 2004 | China       | Asienmeister  | 3 | 3 | 0 | 13:6 |
| 2007 | Südostasien | Platz 4       | 2 | 3 | 1 | 11:7 |
| 2011 | Katar       | Asienmeister  | 4 | 2 | 0 | 14:6 |
| 2015 | Australien  | Viertelfinale | 3 | 1 | 0 | 8:1  |
| 2019 | V.A.E.      | Platz 2       | 6 | 0 | 1 | 12:6 |

### Weltmeisterschaften
Für eine WM-Endrunde konnte sich Japan erstmals 1998 qualifizieren, nachdem die schon sicher geglaubte Qualifikation für die WM 1994 noch durch ein Gegentor in der Nachspielzeit des letzten Spiels misslang. 2002 war man als Gastgeber gesetzt, für die Turniere 2006, 2010 und 2014 konnte sich Japan jeweils als weltweit erste Mannschaft auf sportlichem Weg qualifizieren. Bei der Endrunde 2010 in Südafrika erreichte man zum zweiten Mal nach 2002 das Achtelfinale.
| Jahr | Gastgeber   | Ergebnis         | S | U | N | Tore |
| ---- | ----------- | ---------------- | - | - | - | ---- |
| 1998 | Frankreich  | Vorrunde Platz 4 | 0 | 0 | 3 | 1:4  |
| 2002 | Jap./Südk.  | Achtelfinale     | 2 | 1 | 1 | 5:3  |
| 2006 | Deutschland | Vorrunde Platz 4 | 0 | 1 | 2 | 2:7  |
| 2010 | Südafrika   | Achtelfinale     | 2 | 1 | 1 | 4:2  |
| 2014 | Brasilien   | Vorrunde Platz 4 | 0 | 1 | 2 | 2:6  |
| 2018 | Russland    | Achtelfinale     | 1 | 1 | 2 | 6:7  |
| 2022 | Katar       | Achtelfinale     | 2 | 1 | 1 | 5:4  |

## Vereinsfußball
Im Jahr 2021 ist der Vereinsfußball in Japan wie folgt organisiert:
- J1 League: 20 Mannschaften (ermitteln den japanischen Meister)
- J2 League: 22 Mannschaften
- J3 League: 15 Mannschaften
- Japan Football League (JFL): 17 Mannschaften
- 9 Regionalligen
- 47 Präfekturligen

Der Auf- und Abstieg zwischen den Ligen wird zumeist nach sportlichen Gesichtspunkten geregelt, doch für den Profibereich (J1 League, J2 League und J3 League) müssen gewisse ökonomische Rahmenbedingungen eingehalten werden. Anders als in den meisten europäischen Ligen läuft die Saison innerhalb eines Kalenderjahres.
Neben der Japanischen Meisterschaft wird weiterhin der Kaiserpokal genannte Pokalwettbewerb und ein Ligapokal, der J. League Cup ausgetragen. Die besten drei Mannschaften der J1 League und der Pokalsieger nehmen an der AFC Champions League teil, dem höchsten asiatischen Klubwettbewerb.
Japanische Vereine zählen neben koreanischen und saudischen zu den stärksten in Asien; seit 1986 konnten sie bereits acht Asienpokale gewinnen (Südkorea: 8, Saudi-Arabien: 9). Die bekanntesten Vereine sind die Kashima Antlers (Rekordmeister der J. League), die Yokohama F. Marinos (Rekordpokalsieger) und die Urawa Red Diamonds.

## Aktuelle Fußball-Ligapyramide
| Stufe          | Liga | Liga                                                                                 | Liga                                                                | Liga                                                | Liga                                         | Liga                                       | Liga                                            | Liga                                          | Liga                                                                    |
| -------------- | --- | ------------------------------------------------------------------------------------ | ------------------------------------------------------------------- | --------------------------------------------------- | -------------------------------------------- | ------------------------------------------ | ----------------------------------------------- | --------------------------------------------- | ----------------------------------------------------------------------- |
| 1              | J1 League 20 Vereine | J1 League 20 Vereine                                                                 | J1 League 20 Vereine                                                | J1 League 20 Vereine                                | J1 League 20 Vereine                         | J1 League 20 Vereine                       | J1 League 20 Vereine                            | J1 League 20 Vereine                          | J1 League 20 Vereine                                                    |
|                | ↑↓ 2021 wegen der COVID-19-Pandemie 4 Absteiger in die J2, 2 Aufsteiger aus der J2                                                                                       |                                                                                      |                                                                     |                                                     |                                              |                                            |                                                 |                                               |                                                                         |
| 2              | J2 League 22 Vereine | J2 League 22 Vereine                                                                 | J2 League 22 Vereine                                                | J2 League 22 Vereine                                | J2 League 22 Vereine                         | J2 League 22 Vereine                       | J2 League 22 Vereine                            | J2 League 22 Vereine                          | J2 League 22 Vereine                                                    |
|                | ↑↓ 2021 wegen der COVID-19-Pandemie 4 Absteiger in die J3, 2 Aufsteiger aus der J3 (in Abhängigkeit von der Erfüllung der Anforderungen durch die Aufsteiger aus der J3) |                                                                                      |                                                                     |                                                     |                                              |                                            |                                                 |                                               |                                                                         |
| 3              | J3 League 15 Vereine | J3 League 15 Vereine                                                                 | J3 League 15 Vereine                                                | J3 League 15 Vereine                                | J3 League 15 Vereine                         | J3 League 15 Vereine                       | J3 League 15 Vereine                            | J3 League 15 Vereine                          | J3 League 15 Vereine                                                    |
|                | ↑ 0–2 Vereine (Ein Klub kann in die J. League aufsteigen, wenn er dies wünscht und die Anforderungen der J. League erfüllt.)                                             |                                                                                      |                                                                     |                                                     |                                              |                                            |                                                 |                                               |                                                                         |
| 4              | JFL 17 Vereine | JFL 17 Vereine                                                                       | JFL 17 Vereine                                                      | JFL 17 Vereine                                      | JFL 17 Vereine                               | JFL 17 Vereine                             | JFL 17 Vereine                                  | JFL 17 Vereine                                | JFL 17 Vereine                                                          |
|                | ↓ 1-3 Vereine (Die Zahl der Absteiger hängt von der Relegation und der Anzahl der Aufsteiger zur J. League ab.) ↑ 1–2 Vereine                                            |                                                                                      |                                                                     |                                                     |                                              |                                            |                                                 |                                               |                                                                         |
| 5 (& 6)        | 9 Regionalligen | 9 Regionalligen                                                                      | 9 Regionalligen                                                     | 9 Regionalligen                                     | 9 Regionalligen                              | 9 Regionalligen                            | 9 Regionalligen                                 | 9 Regionalligen                               | 9 Regionalligen                                                         |
| 5 (& 6)        | Hokkaidō Soccer League (1 Klasse) 8 Vereine | 1. & 2. Tōhoku Shakaijin Soccer League 10 & 20 Vereine (2 Staffeln in der 2. Klasse) | 1. & 2. Kantō Soccer League 10 & 10 Vereine                         | 1. & 2. Hokushin'etsu Football League 8 & 8 Vereine | 1. & 2. Tōkai Shakaijin League 8 & 8 Vereine | 1. & 2. Kansai Soccer League 8 & 8 Vereine | Chūgoku Soccer League (1 Klasse) 10 Vereine     | Shikoku Shakaijin League (1 Klasse) 8 Vereine | Kyūshū Soccer League (1 Klasse) 10 Vereine                              |
|                | ↑↓ 2 Vereine | ↑↓ 1 Verein zwischen jeder Staffel                                                   | ↑↓ 2 Vereine                                                        | ↑↓ 2 Vereine                                        | ↑↓ 2 Vereine                                 | ↑↓ 2 Vereine (Relegation)                  | ↑↓ 2 Vereine (Relegation)                       | ↑↓ 2 Vereine (Relegation)                     | ↑↓ 2 Vereine (Relegation)                                               |
| 6 oder unter 7 | 4 Staffeln (DōŌ, Dōtō, Dōnan, Dōhoku) | Nord Staffel (Aomori, Iwate, Akita) Süd Staffel (Miyagi, Yamagata, Fukushima)        | Ibaraki, Tochigi, Gunma, Saitama, Chiba, Tōkyō, Kanagawa, Yamanashi | Nīgata, Toyama, Ishikawa, Fukui, Nagano             | Shizuoka, Gifu, Aichi, Mie                   | Shiga, Kyōto, Ōsaka, Hyōgo, Nara, Wakayama | Tottori, Shimane, Okayama, Hiroshima, Yamaguchi | Tokushima, Kagawa, Ehime, Kōchi               | Fukushima, Saga, Nagasaki, Ōita, Kumamoto, Miyazaki, Kagoshima, Okinawa |